# LIVE 後楽園スタジアム
『LIVE 後楽園スタジアム』(ライブ こうらくえんスタジアム)は、矢沢永吉3枚目のライブ・アルバム。1978年12月5日発売。

## 解説
5万人が集結した、後楽園スタジアムでのライブ音源を収録。
アナログ盤(LPレコード2枚組)発売当初、ライブ収録当日に本番冒頭部分、ベースギターの音が機材トラブルで録音出来ておらず、後録りした旨を矢沢が伝えている文面チラシが商品に差し込まれた。その実直な文面が矢沢ファンの更なる共感を生んだ。
【参加ミュージシャン】
相沢行夫(Guitar)
木原敏雄(Guitar)
伊藤久幸(Bass)
大森正治(Drums)
岩崎肇(Keyboard)
JAKE H.CONCEPTION(Sax)
下川英雄(Sax)
須山恭一(Sax)
数原晋(Trumpet)
岸義和(Trumpet)
佐藤哲夫(Trumpet)

## 収録曲

### Ⅾisc.1
1. イントロダクション
2. トラベリン・バス
3. 世話がやけるぜ
4. あの娘と暮らせない
5. 古いラヴ・レター
6. チャイナタウン
7. ラッキー・マン
8. ゴールドラッシュ
9. 苦い涙
10. 親友
11. 昨日を忘れて

### Disc.2
1. 時間よ止まれ
2. 恋の列車はリバプール発～サブウェイ特急
3. 黒く塗りつぶせ
4. ガラスの街
5. ウィスキー・コーク
6. アイ・ラヴ・ユー, OK
7. そっと、おやすみ
8. 鎖を引きちぎれ
9. 長い旅
10. ひき潮